# إد موريسون
إد موريسون (بالإنجليزية: Ed Morrison)‏ هو حكم اتحاد الرغبي ‏ بريطاني، ولد في 6 سبتمبر 1951 في برستل في المملكة المتحدة.

## روابط خارجية
- إد موريسون عل موقع إسبنسكروم (الإنجليزية)